# アレクサンドラ・ヘディソン
アレクサンドラ・メアリー・ヘディソン（Alexandra Mary Hedison、1969年7月10日 - ）は、アメリカ合衆国の写真家、女優、映画監督。

## 経歴・人物
ロサンゼルス出身。父親はイタリア系アメリカ人で、俳優のデイヴィッド・ヘディソン。ニューヨーク州立大学パーチェス校とカリフォルニア大学ロサンゼルス校に在籍した。
1994年、『スリープ・ウィズ・ミー』で映画初出演。
コメンディエンヌで女優のエレン・デジェネレスと2000年に交際を始めたが2004年に破局した。
2014年4月、女優のジョディ・フォスターと結婚した。

## 出演作品
- スリープ・ウィズ・ミー(1994)
- Lois & Clark: The New Adventures of Superman
- The Hard Truth(1994)
- メルローズ・プレイス(1995)
- OP Center(1995)
- Max is Missing(1995)
- The Rich Man's Wife(1996)
- L.A. Firefighters(1996)
- Silk Stalkings(1996)
- Any Day Now(1998)
- Prey(1998)
- Night Man(1998)
- Blackout Affect(1998)
- Standing on Fishes(1999)
- Seven Days(1999)
- 刑事ナッシュ・ブリッジス(2000)
- Year For The Queer(2005)
- In The Dog House(2005)
- Designing Blind(2006)
- Sex On The Beach(2006)
- Lの世界(2006, 2009)、ディラン（Dylan、ディラン・モアランド（Dylan Moreland）） 役

## 監督作品
- In The Dog House(2005)、アニメーション作品
- The Making of Suit Yourself(2005)、ドキュメンタリー作品